# Raucourt-et-Flaba
Pour les articles homonymes, voir Raucourt.
Raucourt-et-Flaba est une commune française, située dans le département des Ardennes en région Grand Est.
Ses habitants sont appelés les Raucourtois et ses habitantes les Raucourtoises.

## Géographie
|                        | Haraucourt        |                       |
| Maisoncelle-et-Villers | Raucourt-et-Flaba | Autrecourt-et-Pourron |
| Stonne                 | La Besace         | Yoncq                 |

### Hydrographie
La commune est dans le bassin versant de la Meuse au sein du bassin Rhin-Meuse. Elle est drainée par le ruisseau l'Ennemane et le ruisseau de Dione,.
L'Ennemane, d'une longueur de 11 km, prend sa source dans la commune  et se jette  dans la Meuse à Bazeilles, après avoir traversé cinq communes.

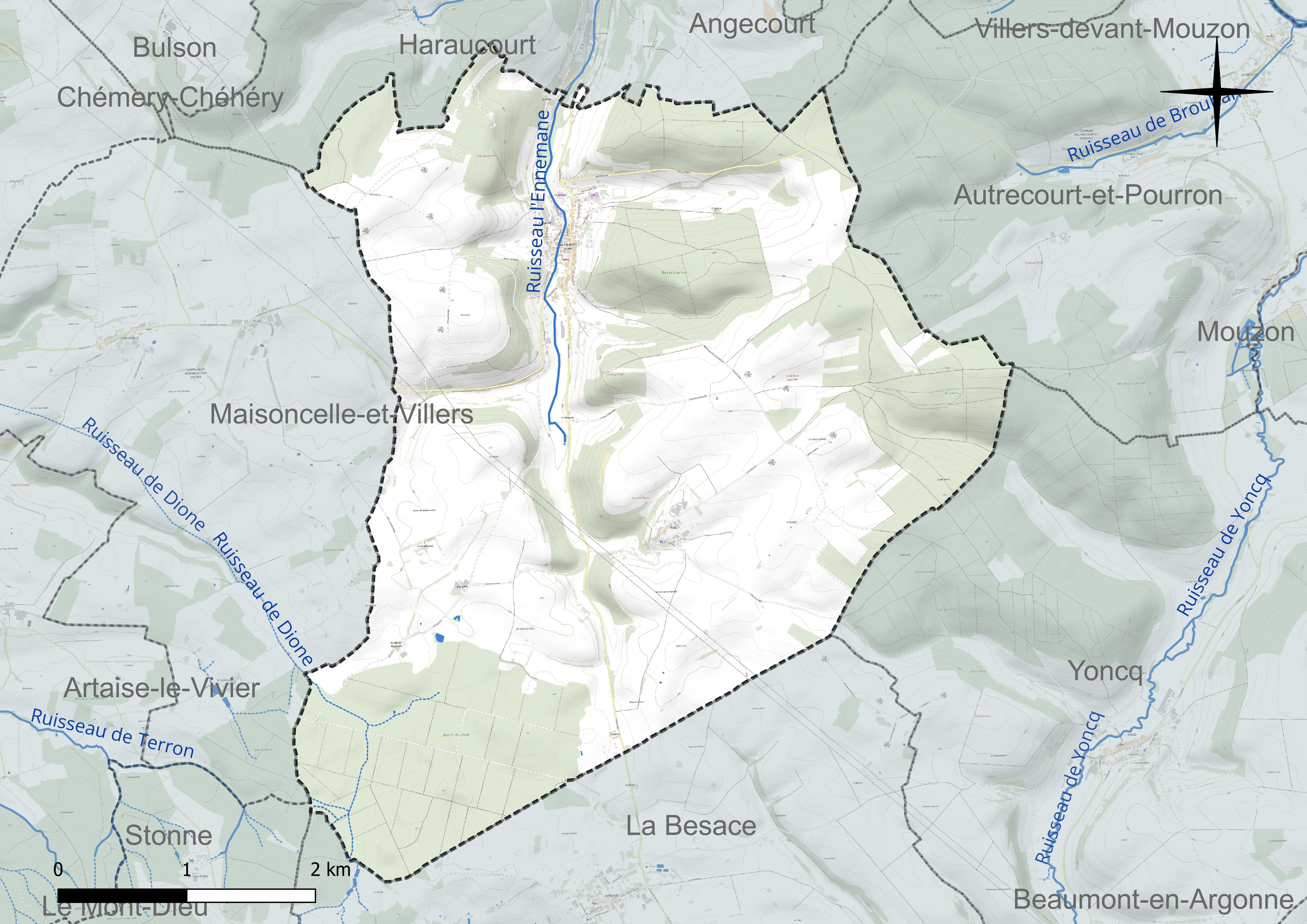
Réseau hydrographique de Raucourt-et-Flaba.

### Climat
Pour des articles plus généraux, voir Climat du Grand Est et Climat des Ardennes.
En 2010, le climat de la commune est de type climat de montagne, selon une étude du Centre national de la recherche scientifique s'appuyant sur une série de données couvrant la période 1971-2000. En 2020, Météo-France publie une typologie des climats de la France métropolitaine dans laquelle la commune est exposée à un climat océanique altéré et est dans la région climatique Lorraine, plateau de Langres, Morvan, caractérisée par un hiver rude (1,5 °C), des vents modérés et des brouillards fréquents en automne et hiver.
Pour la période 1971-2000, la température annuelle moyenne est de 9,8 °C, avec une amplitude thermique annuelle de 16,1 °C. Le cumul annuel moyen de précipitations est de 1 012 mm, avec 14,2 jours de précipitations en janvier et 9,9 jours en juillet. Pour la période 1991-2020, la température moyenne annuelle observée sur la station météorologique de Météo-France la plus proche, « Douzy », sur la commune de Douzy à 10 km à vol d'oiseau, est de 10,5 °C et le cumul annuel moyen de précipitations est de 857,0 mm. 
La température maximale relevée sur cette station est de 40,3 °C, atteinte le 25 juillet 2019 ; la température minimale est de −14,8 °C, atteinte le 3 janvier 2004,,.
Les paramètres climatiques de la commune ont été estimés pour le milieu du siècle (2041-2070) selon différents scénarios d'émission de gaz à effet de serre à partir des nouvelles projections climatiques de référence DRIAS-2020. Ils sont consultables sur un site dédié publié par Météo-France en novembre 2022.

## Urbanisme

### Typologie
Au 1er janvier 2024, Raucourt-et-Flaba est catégorisée bourg rural, selon la nouvelle grille communale de densité à 7 niveaux définie par l'Insee en 2022.
Elle est située hors unité urbaine. Par ailleurs la commune fait partie de l'aire d'attraction de Sedan, dont elle est une commune de la couronne,. Cette aire, qui regroupe 31 communes, est catégorisée dans les aires de moins de 50 000 habitants,.

### Occupation des sols
L'occupation des sols de la commune, telle qu'elle ressort de la base de données européenne d’occupation biophysique des sols Corine Land Cover (CLC), est marquée par l'importance des territoires agricoles (58,4 % en 2018), une proportion identique à celle de 1990 (58,4 %). La répartition détaillée en 2018 est la suivante : 
forêts (39,7 %), terres arables (31,5 %), prairies (25,9 %), zones urbanisées (1,9 %), zones agricoles hétérogènes (0,9 %). L'évolution de l’occupation des sols de la commune et de ses infrastructures peut être observée sur les différentes représentations cartographiques du territoire : la carte de Cassini (XVIIIe siècle), la carte d'état-major (1820-1866) et les cartes ou photos aériennes de l'IGN pour la période actuelle (1950 à aujourd'hui).

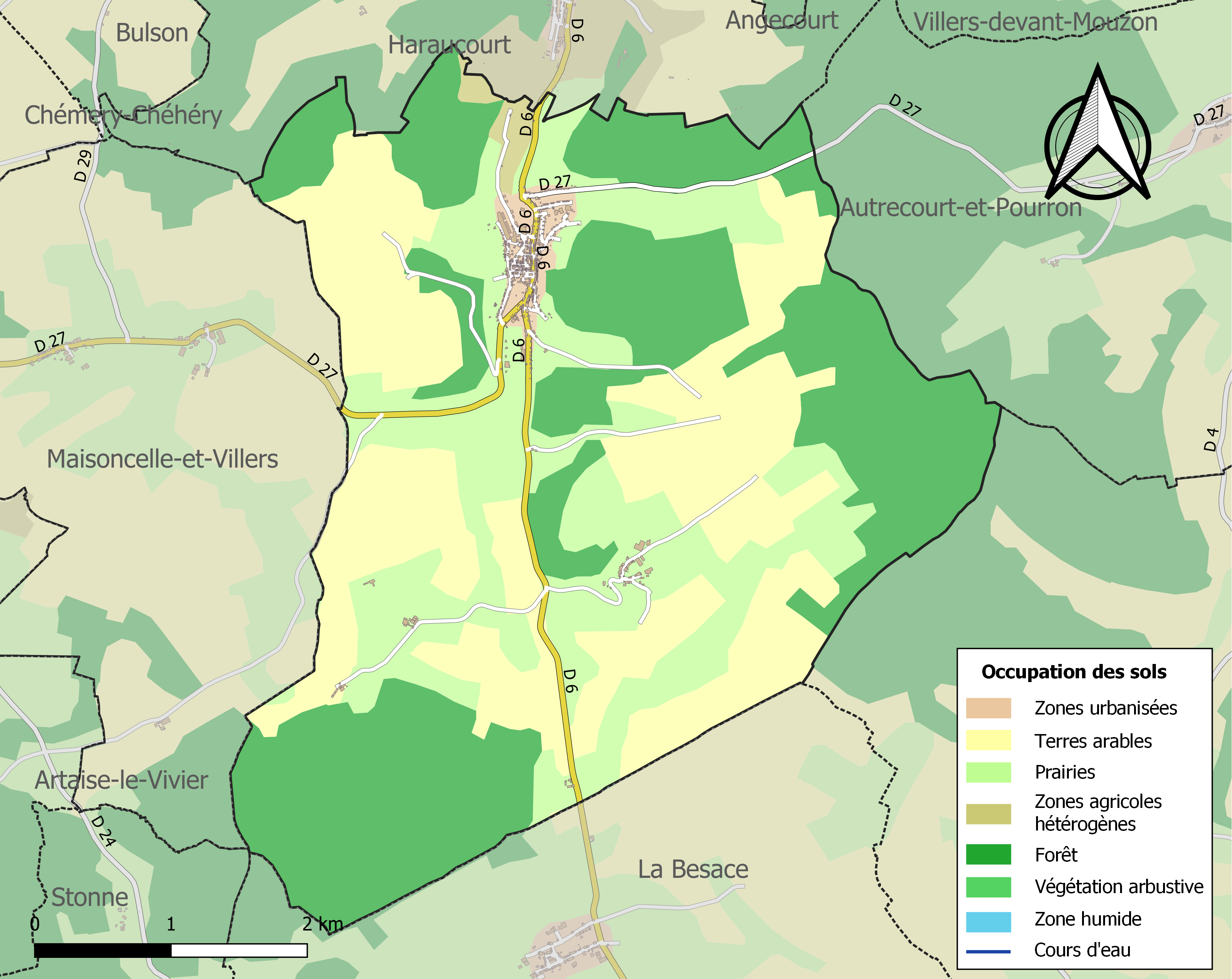
Carte des infrastructures et de l'occupation des sols de la commune en 2018 (CLC).

## Toponymie
Raucourt est attesté sous les formes Raucurtem en 1196, Radulficurtis en 1228, Rocourt en 1239.
Flaba est issu du germanique flad « eau courante qui s'étend » et *baki.

## Histoire
Raucourt faisait partie d'une principauté soumise à l'autorité des princes de Sedan de 1560 à 1642. En 1641, les troupes brûlent en partie le village pendant la bataille de la Marfée.
La commune de Raucourt fusionne avec le hameau Flaba pour devenir Raucourt et Flaba en 1828.

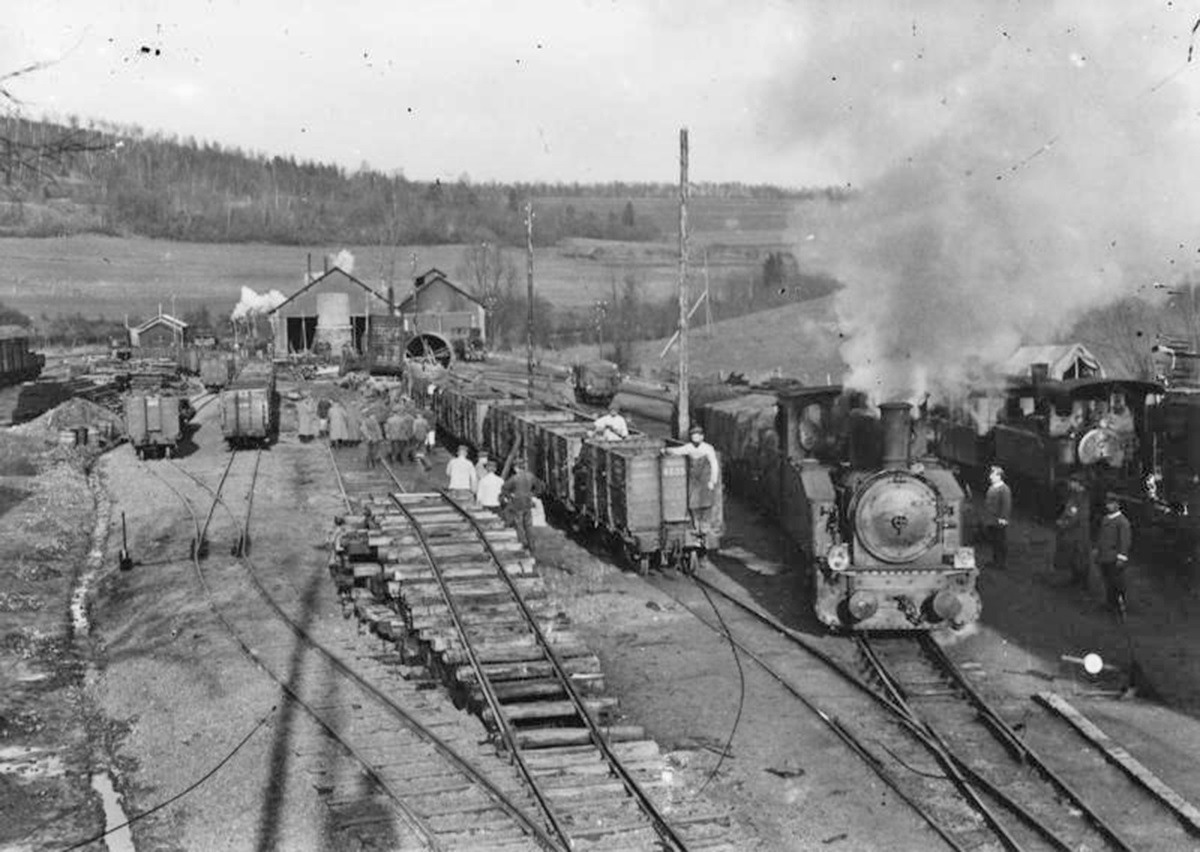
1916, Raucourt sur la voie de chemin de fer Raucourt-Vendresse.
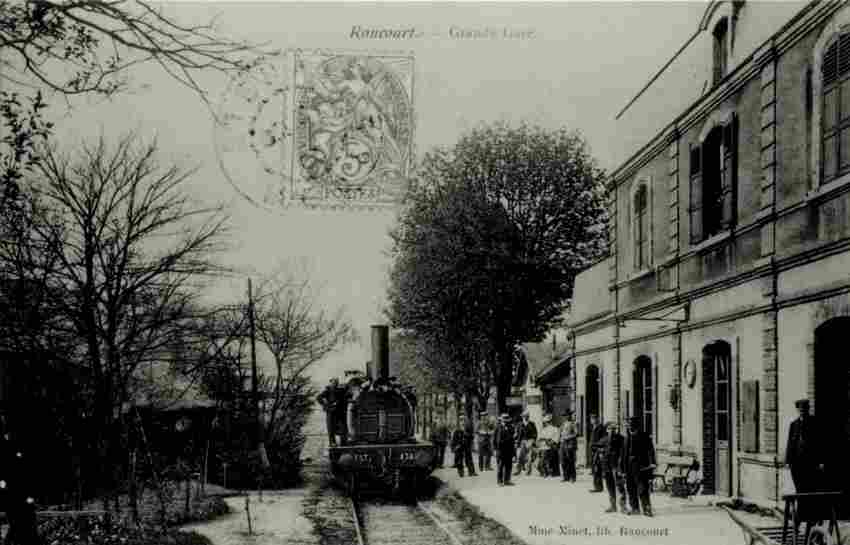
la gare vers 1910,
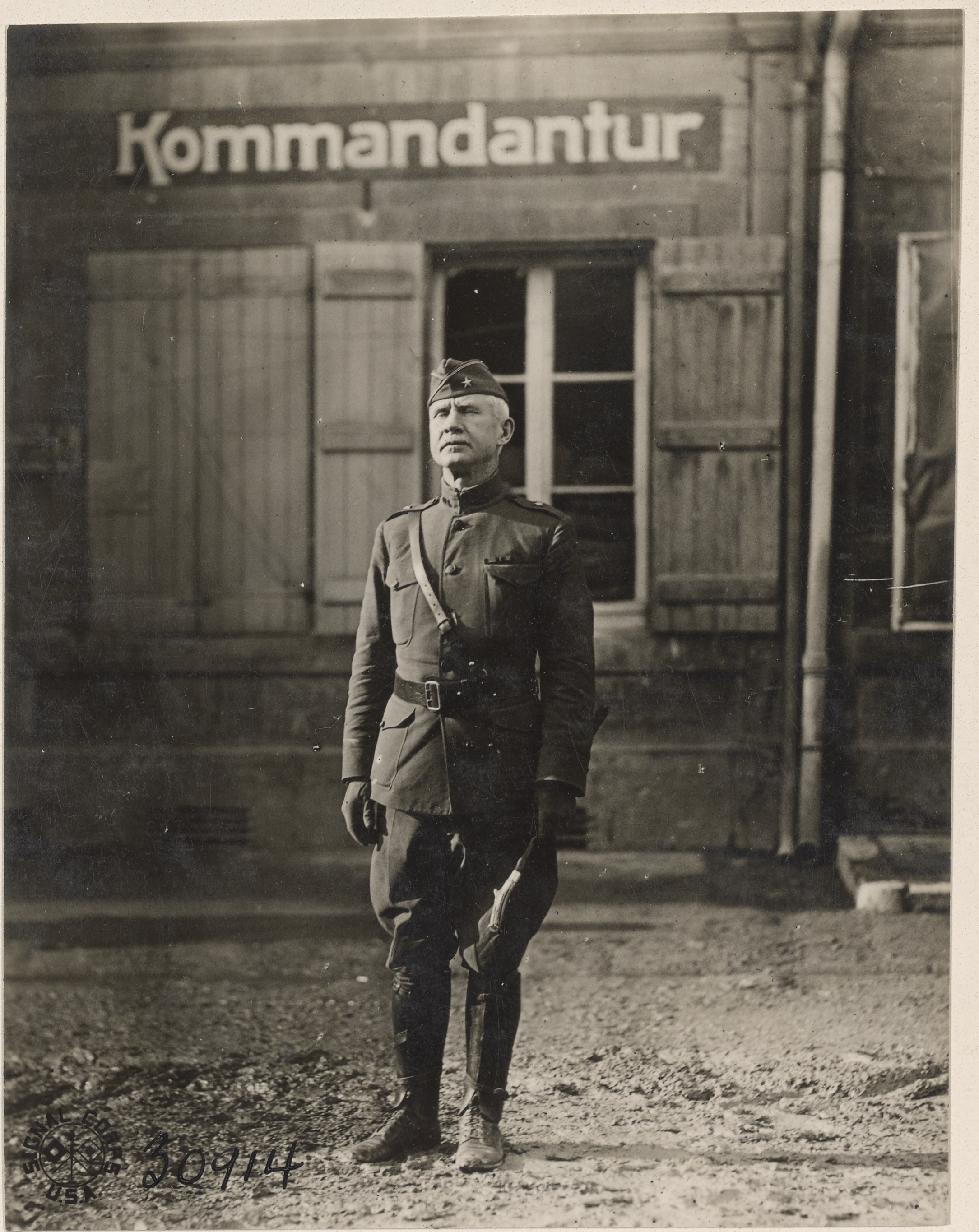
le général Lenihan de la 77e division d'infanterie (États-Unis) en 1918 à Raucourt.

Le 14 mai 1940, lors de la bataille de France, la localité est bombardée par la Luftwaffe qui y détruit le central de communication de la 71e division d'infanterie française. En effet la commune se trouve alors sur la ligne de front.

## Politique et administration
| Période                                  | Période           | Identité                                         | Étiquette | Qualité              |
| ---------------------------------------- | ----------------- | ------------------------------------------------ | --------- | -------------------- |
| avant 1828                               | Janvier 1834      | Jean François Rouy                               |           | Rentier              |
| Janvier 1834                             | Décembre 1834     | Lambert Chauchet                                 |           | Cultivateur          |
| Décembre 1834                            | Septembre 1848    | Jean Baptiste Thiriet                            |           | Industriel           |
| Septembre 1848                           | Juillet 1852      | Louis Delarbre                                   |           |                      |
| Juillet 1852                             | Décembre 1852     | Jean Baptiste Thiriet                            |           | Industriel           |
| Janvier 1853                             | Septembre 1865    | Pierre Isidore Chamched                          |           |                      |
| Septembre 1865                           | Juillet 1869      | Jean Joseph Ledant                               |           | Médecin              |
| Juillet 1869                             | Mai 1871          | Pierre Lallement (intérim)                       |           |                      |
| Mai 1871                                 | Juin 1876         | Pierre Charles Alfred Guette                     |           | Négociant            |
| Juin 1876                                | Mars 1878         | Pierre Lallement (intérim jusqu'en février 1877) |           |                      |
| Mars 1878                                | Juin 1909 (décès) | Henry Gustave Thiriet                            |           | Industriel           |
| Octobre 1910                             |                   | Charles Turquais                                 |           |                      |
| 1919                                     | 1924              | Georges Gabriel Cunisse                          | SFIO      |                      |
| 1995                                     | Décembre 2006     | Jean Somson                                      | DVG       | conseiller général   |
| Janvier 2007                             | Mars 2008         | Christian Labelle                                |           |                      |
| Mars 2008                                |                   | Véronique Duru Réélue pour le mandat 2020-2026   | DVG       | Conseillère générale |
| Les données manquantes sont à compléter. |                   |                                                  |           |                      |

## Démographie
L'évolution du nombre d'habitants est connue à travers les recensements de la population effectués dans la commune depuis 1793. Pour les communes de moins de 10 000 habitants, une enquête de recensement portant sur toute la population est réalisée tous les cinq ans, les populations de référence des années intermédiaires étant quant à elles estimées par interpolation ou extrapolation. Pour la commune, le premier recensement exhaustif entrant dans le cadre du nouveau dispositif a été réalisé en 2008.

En 2022, la commune comptait 815 habitants, en évolution de −4,9 % par rapport à 2016 (Ardennes : −2,97 %, France hors Mayotte : +2,11 %).
| 1793  | 1800  | 1806  | 1821  | 1831  | 1836  | 1841  | 1846  | 1851  |
| ----- | ----- | ----- | ----- | ----- | ----- | ----- | ----- | ----- |
| 1 112 | 1 138 | 1 146 | 1 164 | 1 453 | 1 530 | 1 505 | 1 589 | 1 569 |

| 1866  | 1872  | 1876  | 1881  | 1886  | 1891  | 1896  | 1901  | 1906  |
| ----- | ----- | ----- | ----- | ----- | ----- | ----- | ----- | ----- |
| 1 593 | 1 405 | 1 506 | 1 568 | 1 645 | 1 833 | 1 784 | 1 916 | 1 995 |

| 1911  | 1921  | 1926  | 1931  | 1936  | 1946  | 1954  | 1962  | 1968  |
| ----- | ----- | ----- | ----- | ----- | ----- | ----- | ----- | ----- |
| 1 795 | 1 406 | 1 445 | 1 388 | 1 291 | 1 012 | 1 143 | 1 300 | 1 196 |

| 1975  | 1982 | 1990 | 1999 | 2006 | 2008 | 2013 | 2018 | 2022 |
| ----- | ---- | ---- | ---- | ---- | ---- | ---- | ---- | ---- |
| 1 102 | 973  | 923  | 906  | 877  | 869  | 869  | 826  | 815  |

## Héraldique
| Armes de Raucourt-et-Flaba | Les armes de Raucourt-et-Flaba se blasonnent ainsi : Écartelé : au 1er d’azur semé de fleurs de lys d’or à la tour d’argent ouverte du champ, ajourée et maçonnée de sable brochant sur le tout, au 2e d’or au gonfanon de gueules frangé de sinople, au 3e coticé d’or et de gueules de 10 pièces, au 4e de gueules à la fasce d’argent, sur le tout d’or aux trois tourteaux de gueules. |

## Lieux et monuments

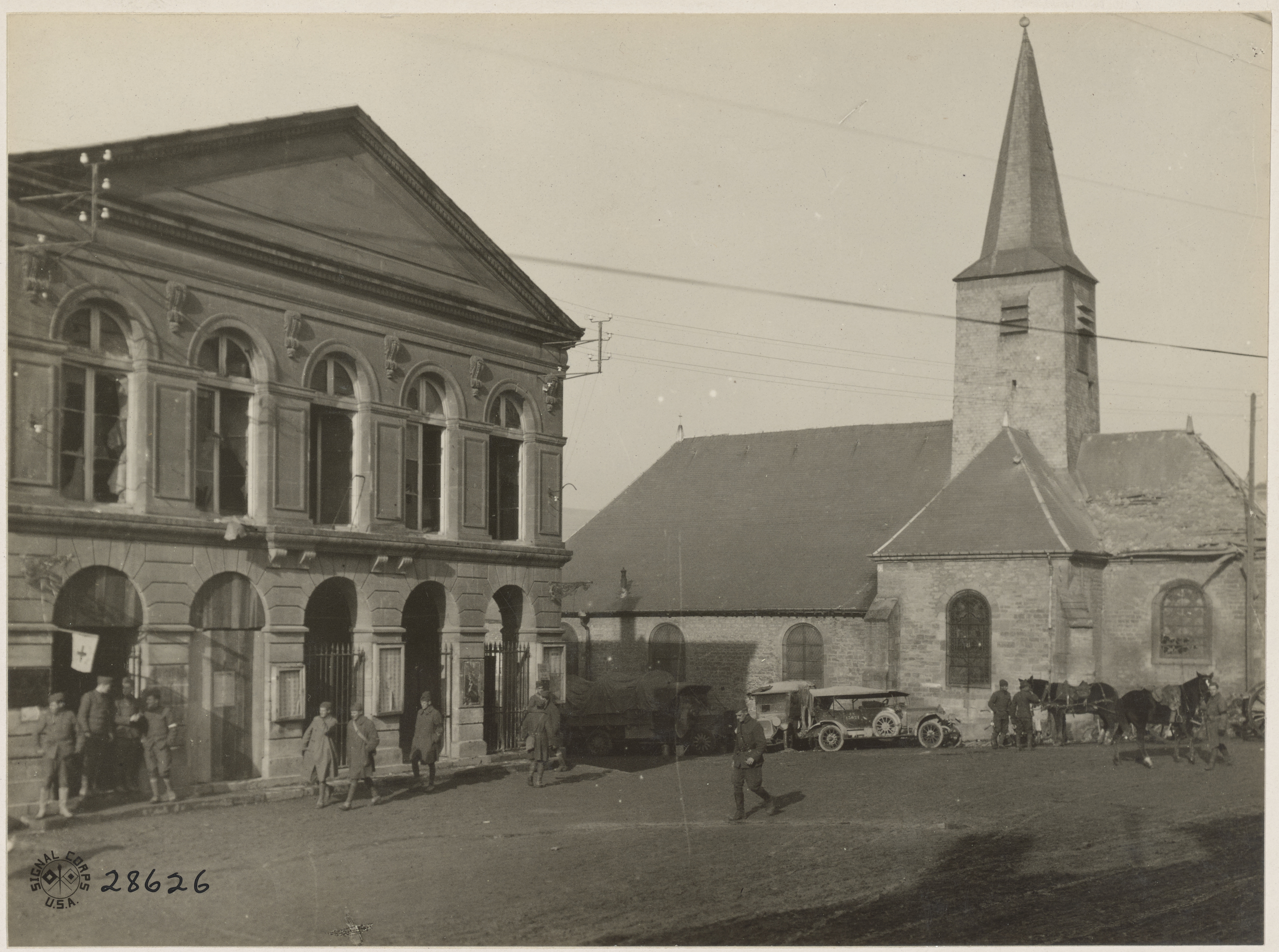
L'église Saint-Nicaise et hôtel de ville.

- Fermes fortifiées : la ferme de la Malmaison, portant les armes des Mecquenem sur le fronton du portail ; la ferme de Montgarni ; la ferme de l'Ennemane.
- Le collège multisite Raucourt et Mouzon anciennement collège Victor-Amédée-Secheret.
- Église Saint-Nicaise de Raucourt-et-Flaba.
- Chapelle de Flaba.
- Temple protestant de Raucourt-et-Flaba.
- Usine Turquais Bouclerie de Raucourt-et-Flaba

## Personnalités liées à la commune
- Rigobert Bonne (1727-1794), géographe, ingénieur hydrographe et cartographe français, est né à Raucourt.
- Henry Gustave Thiriet (1849-1909), industriel, conseiller général, maire de Raucourt, a été fait chevalier de la Légion d'Honneur en 1901[30].